# Kanton Fort-de-France-10
Kanton Fort-de-France-10 (francouzsky Canton de Fort-de-France-10) byl francouzský kanton v departementu Martinik v regionu Martinik. Tvořila ho část obce Fort-de-France. Zrušen byl v roce 2015.